# Ändlig kropp
I abstrakt algebra är en ändlig kropp en kropp med ändligt många element. Teorin om ändliga kroppar utarbetades av Carl Friedrich Gauss (1777–1855) och Évariste Galois (1811–1832), därför benämns ändliga kroppar ibland för Galoiskroppar. Ändliga kroppar har applikationer i kombinatorik, kryptologi, talteori och kodningsteori (där de bland annat används för att konstruera felrättande koder, till exempel Reed-Solomonkoder.)

## Egenskaper hos ändliga kroppar
Låt F vara en ändlig kropp och p vara karakteristiken av F. Då gäller följande:
- p är ett primtal (eftersom karakteristiken av ett Integritetsområde alltid är ett primtal eller 0).
- Ordningen av F är pn där n är ett positivt heltal.
- Alla element i F satisfierar ekvationen xpn - x = 0 (Fermats lilla sats).
- För varje n och p, existerar det en ändlig kropp med ordning pn, vilket är splittringskroppen av xpn - x över {\displaystyle \mathbb {Z} /p\mathbb {Z} } (heltalen modulo p).

Om K är en delkropp till F finns det ett polynom p(x) i K[x] (K[x] är en polynomring över K). Polynomet p(x) kan faktoriseras i F[x] som
{\displaystyle p(x)=x^{p^{n}}-x=\prod _{\alpha \in F}(x-\alpha )}
Man säger att p(x) är separabel över K. Detta gäller eftersom om p(x) har grad pn så har p(x) högst pn rötter i F och enligt punkten ovan så är alla element i F rötter till polynomet. Därav är F den minsta kroppsutvidgningen av K som p(x) splittrar i. F kallas för en separabel kroppsutvidgning (till K). Ett polynom f(x) i en polynomring är separabel om och endast om f(x) och D(f(x)) är relativt prima.
- Om x, y är i F, så gäller

{\displaystyle (x+y)^{p}=x^{p}+y^{p}}
Detta kan bevisas med induktion, idén är att man använder binomialutveckling. Eftersom alla tal som är en multipel av p är lika med 0 (i och med att karakteristiken av F är p), så kommer alla element, förutom det första och sista elementet, i binomialutvecklingen vara lika med 0.

## Exempel
Heltalen modulo p, där p är ett primtal, är en ändlig kropp och noteras {\displaystyle \mathbb {Z} /p\mathbb {Z} ,\mathbb {F} _{p}} eller {\displaystyle {\mbox{GF(}}p{\mbox{)}}}. Till exempel är {\displaystyle \mathbb {Z} /2\mathbb {Z} } en ändlig kropp av ordning 2 och karakteristik 2, bestående av elementen 0 och 1. Men {\displaystyle \mathbb {Z} /6\mathbb {Z} } är inte en ändlig kropp. Polynomringen {\displaystyle \mathbb {F} _{p}[x]} över {\displaystyle \mathbb {F} _{p}} är en ändlig kropp under mod-h(x) addition och multiplikation, där {\displaystyle h(x)\in \mathbb {F} _{p}[x]}.